# Кубский, Станислав
Станислав Кубский  (пол. Stanisław Kubski, 13 июня 1876, Ксёнж, Куявско-Поморское воеводство — 18 мая 1942, Бухенвальд, Тюрингия) — блаженный Римско-католической церкви, священник, мученик. Входит в число 108 блаженных польских мучеников, беатифицированных Римским папой Иоанном Павлом II во время его посещения Варшавы 13 июня 1999 года.

## Биография
В 1897 году Станислав Кубский поступил в Духовную семинарию, которая находилась в городе Гнезно. 25 ноября 1900 года был рукоположён в священника. С 9 декабря 1900 года служил викарием в городе Сьрем, с 1901 года служил настоятелем в различных католических приходах в городах Гнезно, Иноврославец. В своей пастырской деятельности особенное внимание уделял благотворительности для нуждающейся бедной интеллигенции и рабочим.
После начала Второй мировой войны был арестован немецкими оккупационными властями 8 сентября 1939 года и отправлен в концентрационный лагерь Дахау. 21 ноября 1939 года Станислав Кубский был отправлен в концентрационный лагерь Бухенвальд, где погиб 18 мая 1942 года вместе с вновь прибывшим транспортом инвалидов.

## Прославление
13 июня 1999 года Станислав Кубский был беатифицирован Римским Папой Иоанном Павлом II вместе с другими польскими мучениками Второй мировой войны.
День памяти — 12 июня.

## Источник
- Aleksandra Witkowska, MOCARZE DUCHA. Polscy święci i błogosławieni 999—2007. Tarnów: Wydział Duszpasterstwa Ogólnego Kurii Diecezjalnej: Wydawnictwo Diecezji Tarnowskiej Biblos, 2008.